# Laskah
Laskah, früher auch E-Shot, bürgerlich Eike Schomakers (* 28. August 1990) ist ein Rapper aus Nordhorn, der aus dem JuliensBlogBattle (JBB) bekannt wurde und bei dem Label distri unter Vertrag steht.

## Werdegang
Laskah nahm erstmals beim JBB 2014 teil, in welchem er bis ins Finale gelangte. 2016 nahm er an dem Rap-Turnier JMC teil, in dem er bis ins Achtelfinale der Gruppe D vordrang. Er veröffentlichte sein erstes Album TRIP, das in den Albumcharts auf Platz 75 einstieg. Laskah und seine Crew haben das Album TRIP selbst produziert und über das Label distri vertrieben. TRIP steht dabei für „Tausend Richtungen ins Paradies.“
Im Verlauf des Jahres 2017 wurde Laskah mehrfach vorgeworfen, seine Texte nicht selbstständig zu schreiben. Besonders der Rapper Timatic thematisierte dies mit seiner JBB 2017/18 Qualifikation in Form eines „Disses“. Kurz darauf eskalierte die Situation zwischen den ehemaligen Freunden, worauf Laskah ebenfalls einen „Diss“ gegen Timatic ankündigte. Dieser Disstrack erschien nie, da Laskah sich nicht „verstecken wolle“. Mit einem abschließenden Statement auf Instagram, in welchem er berichtete, dass er an Burn-Out erkrankt sei, endete der Beef zwischen den beiden Rappern ohne weitere Skandale.
In den Jahren 2020 und 2021 produzierte Laskah, zusammen mit Stepan Cebotarev (Supersonic) und Savas Yurderi (Kool Savas), das neue Kool-Savas-Album Aghori. Laskah selbst hat einen Songtrack auf diesem Album zusammen mit Kool Savas sowie dem russischen Rapper Oxxxymiron.
Ebenfalls 2020 erschien Laskahs zweites Studio-Album „Gift“ in limitierter Stückzahl. Da es keinerlei Informationen zu einer Chartplatzierung gibt, ist davon auszugehen, dass Schomakers nicht an die alten Erfolge anknüpfte.
Nach einer langjährigen Pause bis 2024, feierte Laskah sein überfälliges Comeback mit der Single „Echo“ und kündigte an von nun an wieder aktiver Musik zu veröffentlichen.

## Stil
Laut.de beschreibt den Stil von Laskah wie folgt:

„Mit gekonntem Doubletime, vielen Anglizismen, fetten Beats zwischen Trap und Melodie und den üblichen Homo- und Behindertendissen festigt er sukzessive seinen Ruf. […] Seine Zeilen erzählen die bekannte Geschichte vom Aufsteiger, an den früher niemand so recht glauben mochte. Laskah hofiert Marihuana, kokoshaltige Fruchtliköre und aufgepumpte New School-Beats.“

Ihm wurde vorgeworfen, dass sein Stil dem des Rappers SpongeBOZZ ähnelt. In einer Rezension wird Laskahs Redefluss gelobt, seine differenzierten Texte werden hervorgehoben.

## Diskografie

### Alben
- 2015: Trip
- 2020: Gift

## Belege
1. ↑  DE
2. ↑  Laskah. JuliensBlogBattle.
3. 1 2  Laskah bei laut.de
4. ↑  Charts
5. ↑  Eine Rezension zu TRIP (Memento des Originals vom 11. Dezember 2016 im Internet Archive)  Info: Der Archivlink wurde automatisch eingesetzt und noch nicht geprüft. Bitte prüfe Original- und Archivlink gemäß Anleitung und entferne dann diesen Hinweis.

| Personendaten    | Personendaten                      |
| ---------------- | ---------------------------------- |
| NAME             | Laskah                             |
| ALTERNATIVNAMEN  | Schomakers, Eike (wirklicher Name) |
| KURZBESCHREIBUNG | deutscher Rapper                   |
| GEBURTSDATUM     | 28. August 1990                    |